# 黄晓平
黄晓平（1956年—），陕西华县（今渭南市华州区）人，汉族，中华人民共和国政治人物、第十二届全国人民代表大会陕西地区代表。
毕业于西安冶金建筑学院冶炼专业。加入中国共产党。2013年，担任全国人大代表。